# Соколе-Кузьниця (Бидґозький повіт)
Соколе-Кузьниця (пол. Sokole-Kuźnica, нім. Brahrode) — село в Польщі, у гміні Короново Бидґозького повіту Куявсько-Поморського воєводства.
Населення — 91 особа (2011).
У 1975-1998 роках село належало до Бидгощського воєводства.

## Демографія
Демографічна структура станом на 31 березня 2011 року:
|          | Загалом | Допрацездатний вік | Працездатний вік | Постпрацездатний вік |
| -------- | ------- | ------------------ | ---------------- | -------------------- |
| Чоловіки | 44      | 8                  | 31               | 5                    |
| Жінки    | 47      | 13                 | 25               | 9                    |
| Разом    | 91      | 21                 | 56               | 14                   |